# Трутовик лучистый
Трутови́к лучи́стый, или иноно́тус лучистый (лат. Xanthopória radiáta), — вид грибов-базидиомицетов, входящий в род Xanthoporia семейства Гименохетовые (Hymenochaetaceae). Ранее относился к роду Инонотус.
Плодовые тела в виде боковых шляпок, часто многочисленных, желтоватого цвета. Образуются в основном на мёртвых деревьях рода Ольха.

## Описание
Плодовые тела однолетние, в виде сидячих, широко приросших боковых шляпок, часто многочисленных и черепитчато налагающихся друг на друга. Шляпки до 5 см длиной, 6—8 см шириной, 5—20 мм толщиной, уплощённые, с острым краем, у молодых грибов бархатистые, жёлтые до рыже-коричневых, затем голые, блестящие, ржаво- или тёмно-коричневые, с концентрическими зонами, с широкими радиальными морщинами.
Гименофор трубчатый, жёлто-коричневого, ржаво-коричневого или оливково-коричневого цвета, на солнце желтоватый, при прикосновении темнеет. Поры по 3—4 на миллиметр, угловатые, трубочки светло-коричневые, до 10 мм длиной.
Мякоть блестящая, радиально волокнистая, часто с концентрическими зонами, светло-коричневая до красно-коричневой, при контакте с щёлочью чернеет.
Гифальная система мономитическая, гифы жёлто-коричневого цвета до неокрашенных, от тонко- до толстоватостенных. Базидии четырёхспоровые, булавовидные, 18—22×4—5 мкм. Споры бесцветные или желтоватые, 4,5—6,5×3—4,5 мкм.

## Экология и ареал
Сапротроф древесины лиственных деревьев, наиболее часто встречается на ольхе, в виде исключения — на берёзе.
Широко распространён в умеренной зоне Северного полушария, а также в Гималаях.

## Синонимы
- Boletus radiatus Sowerby, 1799 : Fr., 1821basionym
- Mensularia radiata (Sowerby) Lázaro Ibiza, 1916
- Polyporus radiatus (Sowerby) Fr., 1821
- Inonotus radiatus (Sowerby) P.Karst., 1881

и другие.